# George Catlin
George Catlin (Wilkes-Barre, Pensilvânia, 26 de julho de 1796 – Jersey City, Nova Jérsei, 23 de dezembro de 1872), foi um pintor estado-unidense que especializou-se em retratos de nativos americanos dos Estados Unidos no Velho Oeste.
Ainda foi escritor e viajante. Por um breve período trabalhou como advogado, produziu duas importantes coleções de pinturas de nativos americanos, e publicou uma série de livros sobre suas viagens entre os povos nativos da América do Norte, América Central e América do Sul. Seu interesse pela 'raça em extinção' da América iniciou-se pela visita de uma delegação indígena a Filadélfia. Isto motivou sua dedicação a registrar os aspectos e costumes dos povos nativos da América. Catlin é considerado o primeiro a efetivamente clamar pela proteção da natureza ao propor a criação do parque de Yellowstone em 1832.

## Cale a boca e salve sua vida
Catlin também é lembrado por suas pesquisas e escritos sobre respiração bucal, inspirado em observações feitas durante suas viagens. Este interesse está ligado ao seu trabalho de não ficção, The Breath of Life  (mais tarde renomeado como Shut Your Mouth and Save Your Life) em 1862. Foi baseado em suas experiências viajando pelo Ocidente, onde observou um hábito de estilo de vida consistente entre todas as comunidades nativas americanas que encontrou: uma preferência por respirar pelo nariz em vez de respirar pela boca. Ele também observou que eles tinham dentes perfeitamente retos. Ele ouviu várias vezes que isso acontecia porque eles acreditavam que a respiração pela boca tornava o indivíduo fraco e causava doenças, enquanto a respiração nasal tornava o corpo forte e evitava doenças.  Ele também observou que as mães fechavam repetidamente a boca de seus bebês enquanto eles dormiam, a fim de instilar a respiração nasal como um hábito. Assim, ele escreveu o livro para documentar essas observações, afirmando que "não há pessoa na sociedade que não encontre ... melhora na saúde e no prazer ..." mantendo a boca fechada.

## Trabalhos de Catlin
- Catlin, George (1876). Illustrations of the manners, customs & condition of the North American Indians, Vol. 1. Londres: Chatto & Windus. ISBN 978-1543245981. Consultado em 23 de agosto de 2014
- Catlin, George (1876). Illustrations of the manners, customs & condition of the North American Indians, Vol. 2. Londres: Chatto & Windus. ISBN 978-1543246858. Consultado em 23 de agosto de 2014
- Catlin, George (1862). The Breath of Life (lmais tarde renomeado como Shut Your Mouth and Save Your Life).
- Catlin, George (1861). Life Among the Indians. Londres: Gall and Inglis. Consultado em 23 de agosto de 2014
- Catlin, George (1857). Letters and Notes on the Manners, Customs and Conditions of North American Indians: The Complete Volumes I and II: Illustrated. [S.l.]: Willis P. Hazard
- Catlin, George (1834). Comanche Feats of Martial Horsemanship. Recuperado em 29 de outubro de 2019.

## Galeria

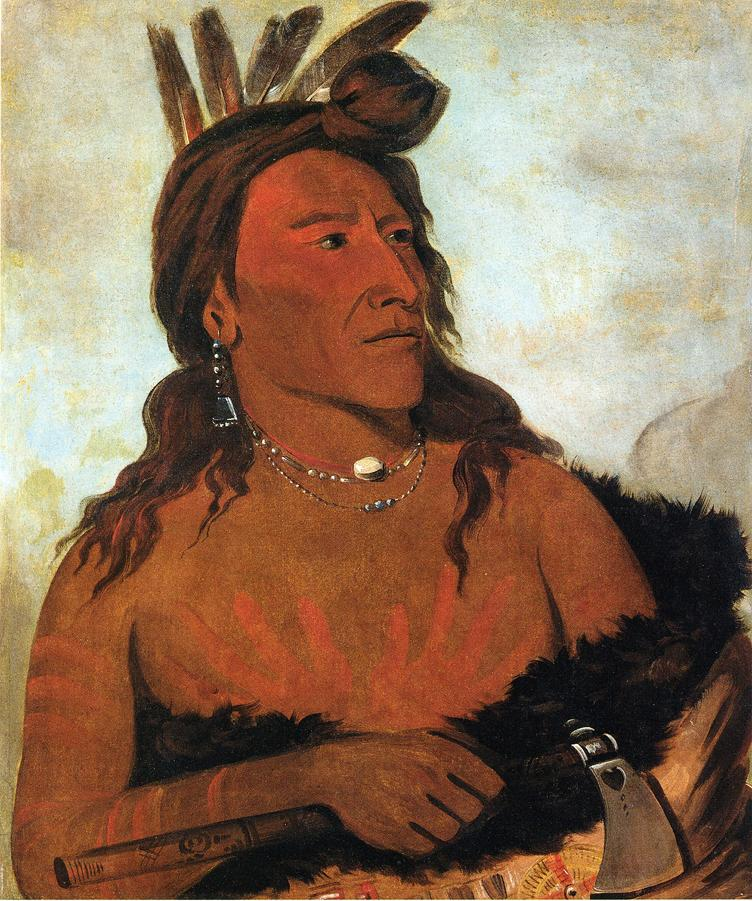
Little Bear, Hunkpapa Brave, 1832 (Smithsonian American Art Museum)
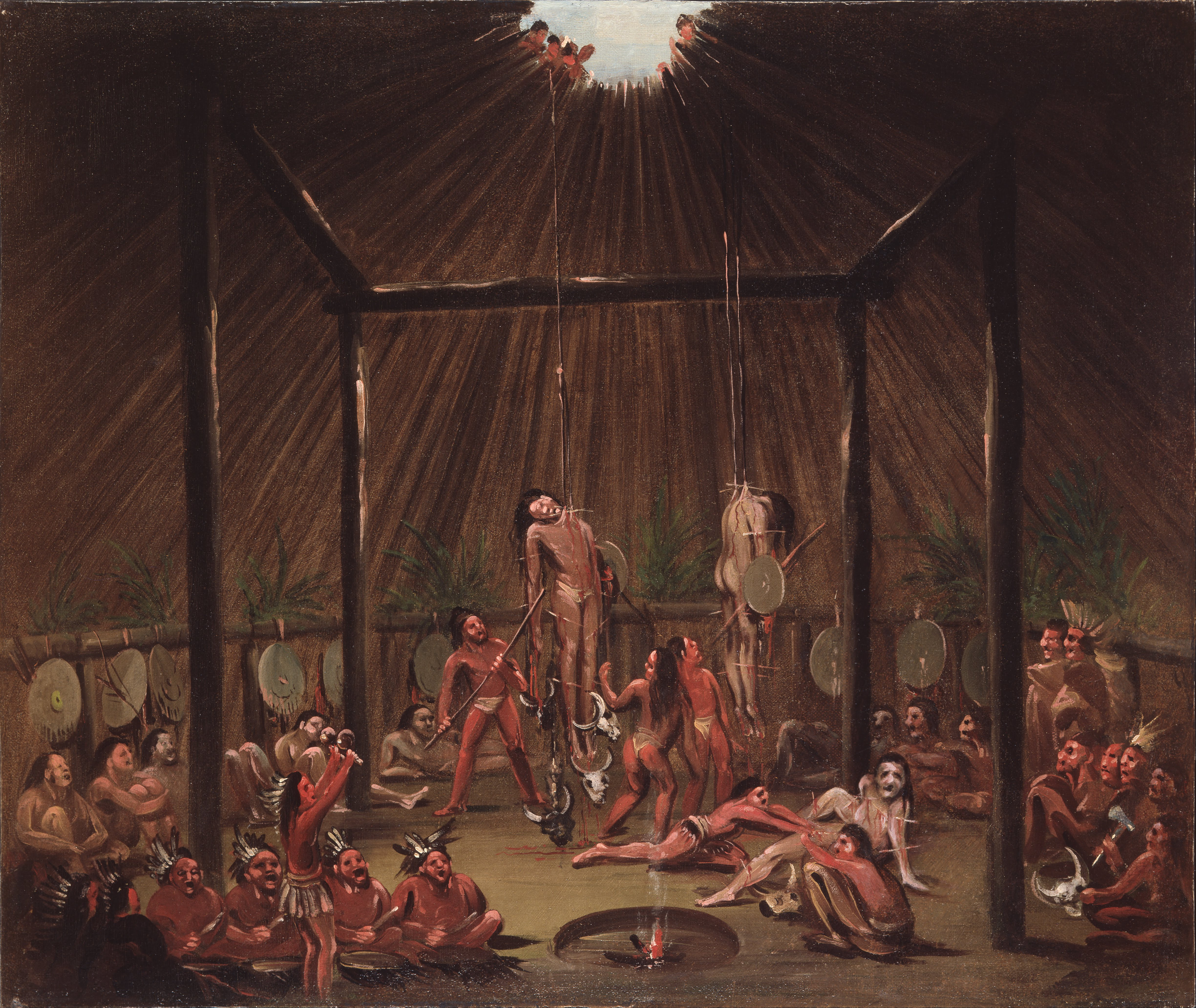
Cena do corte, Mandan O-kee-pa Cerimônia, 1832 (Denver Art Museum)
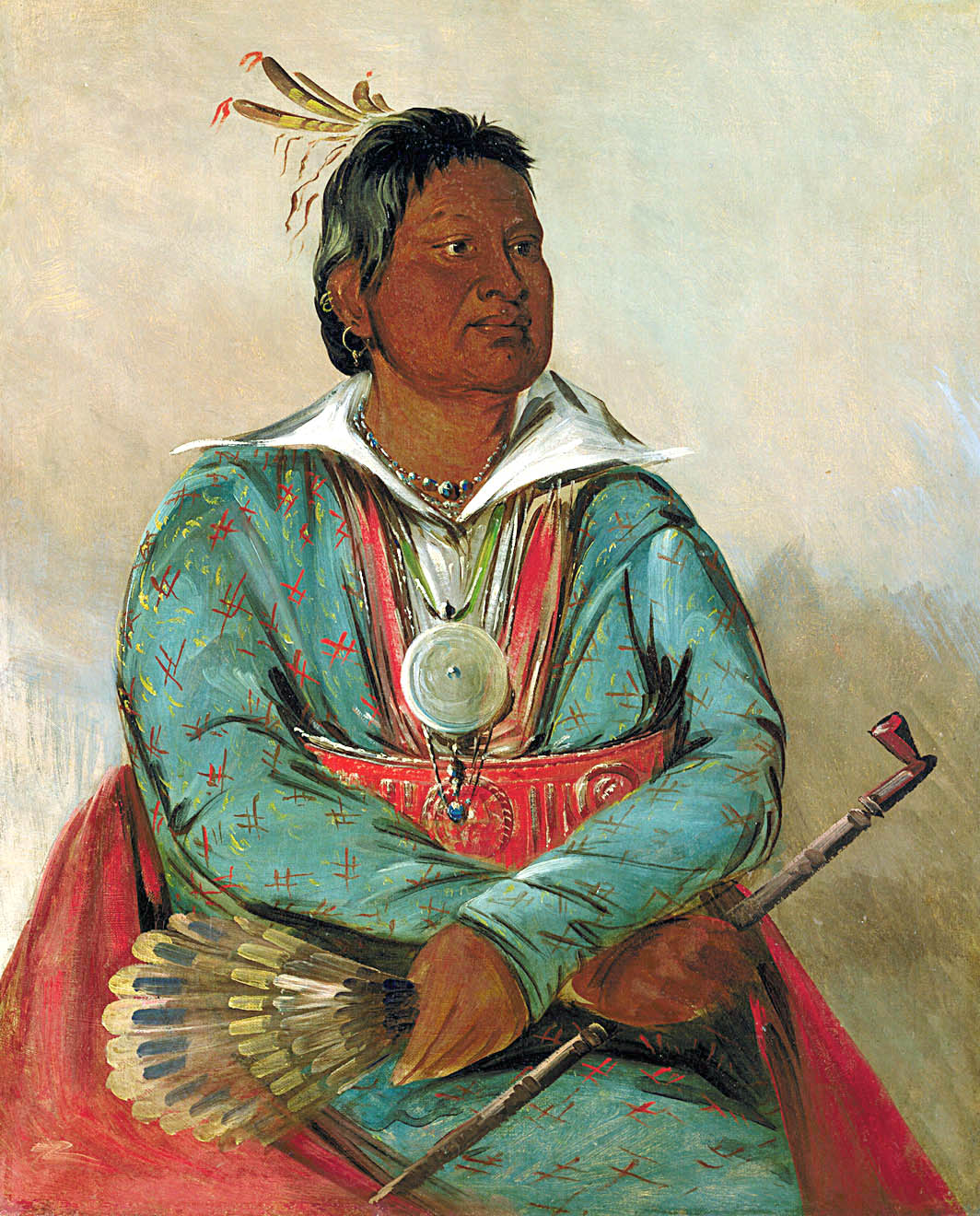
Mó-sho-la-túb-bee, Aquele que expulsa e mata, chefe da tribo Choctaw, 1834
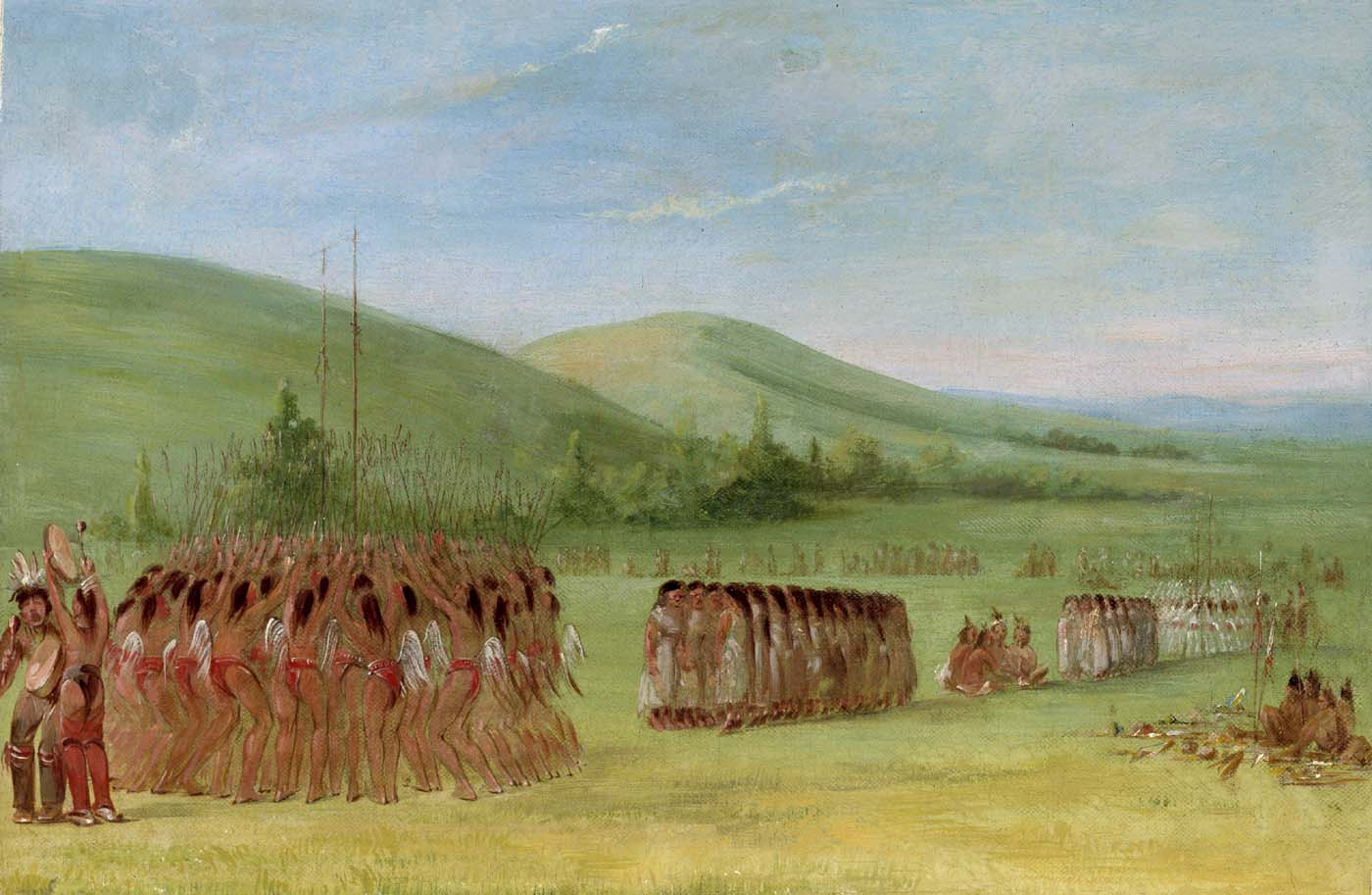
Dança com bola, c. 1835 (Renwick Gallery, Washington D.C.)
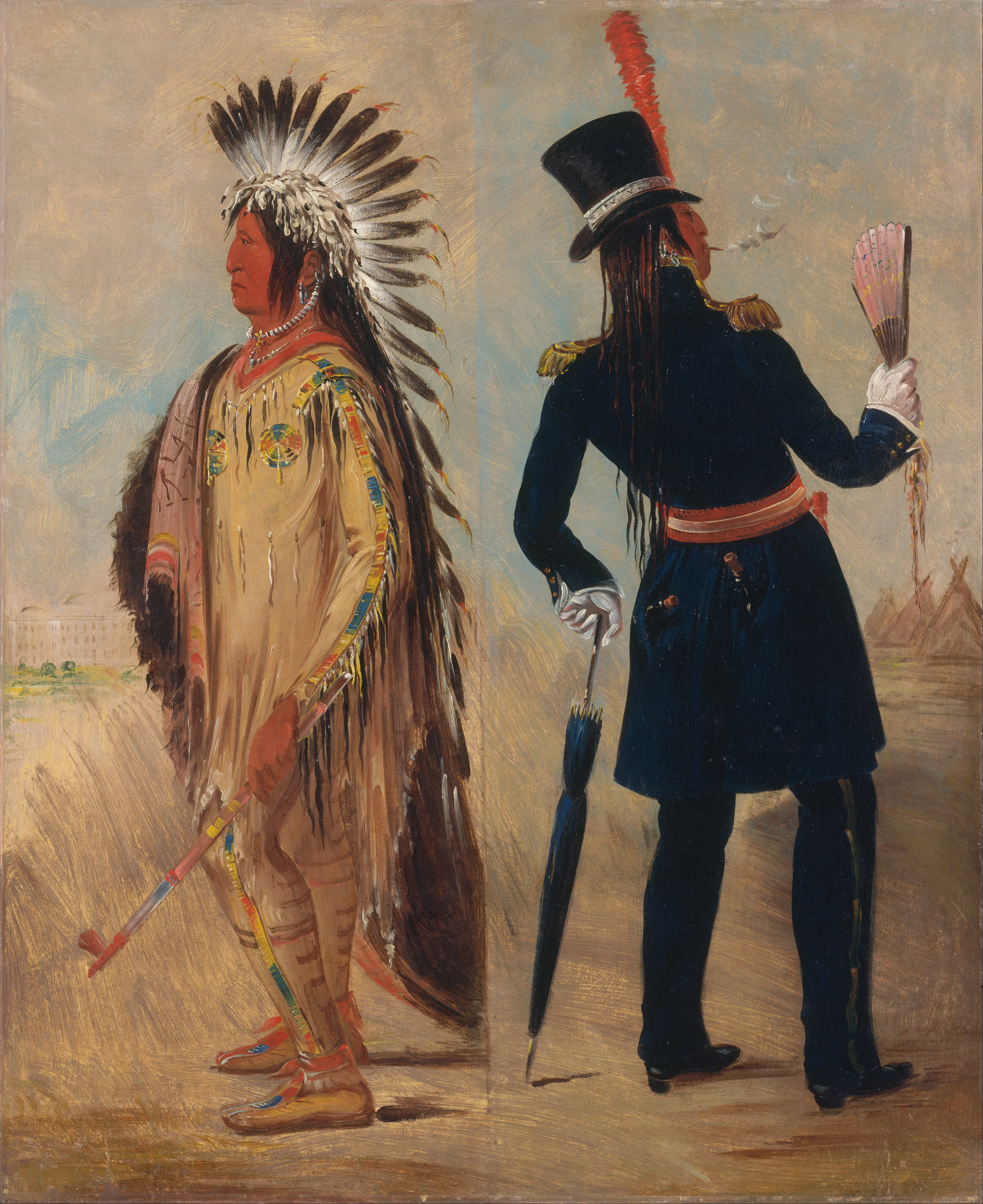
Wi-jún-jon, Pigeon's Egg Head (The Light), Indo e Retornando de Washington, 1837–1839 (Smithsonian American Art Museum)
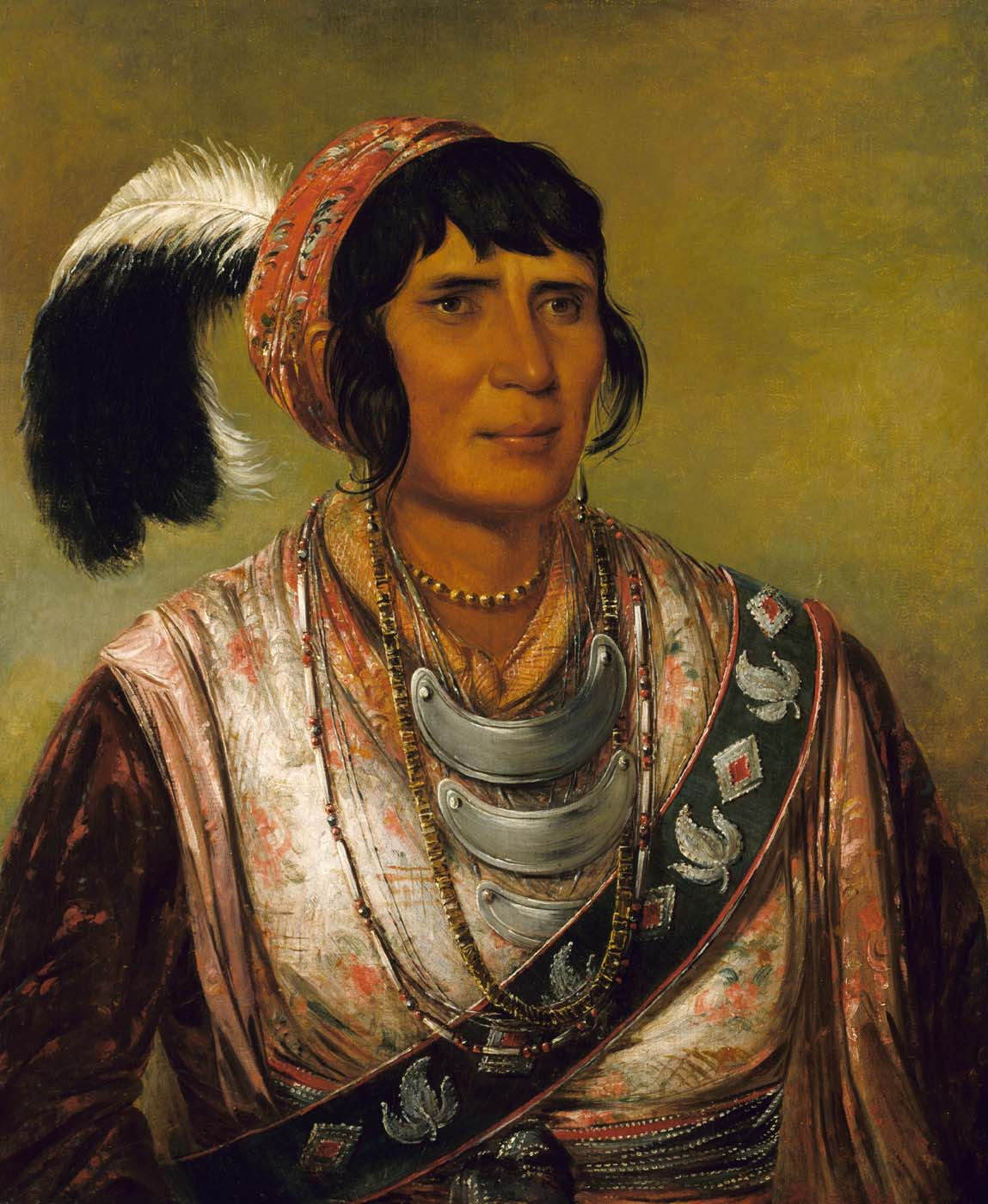
Os-ce-o-lá, The Black Drink, um guerreiro de grande distinção, 1838
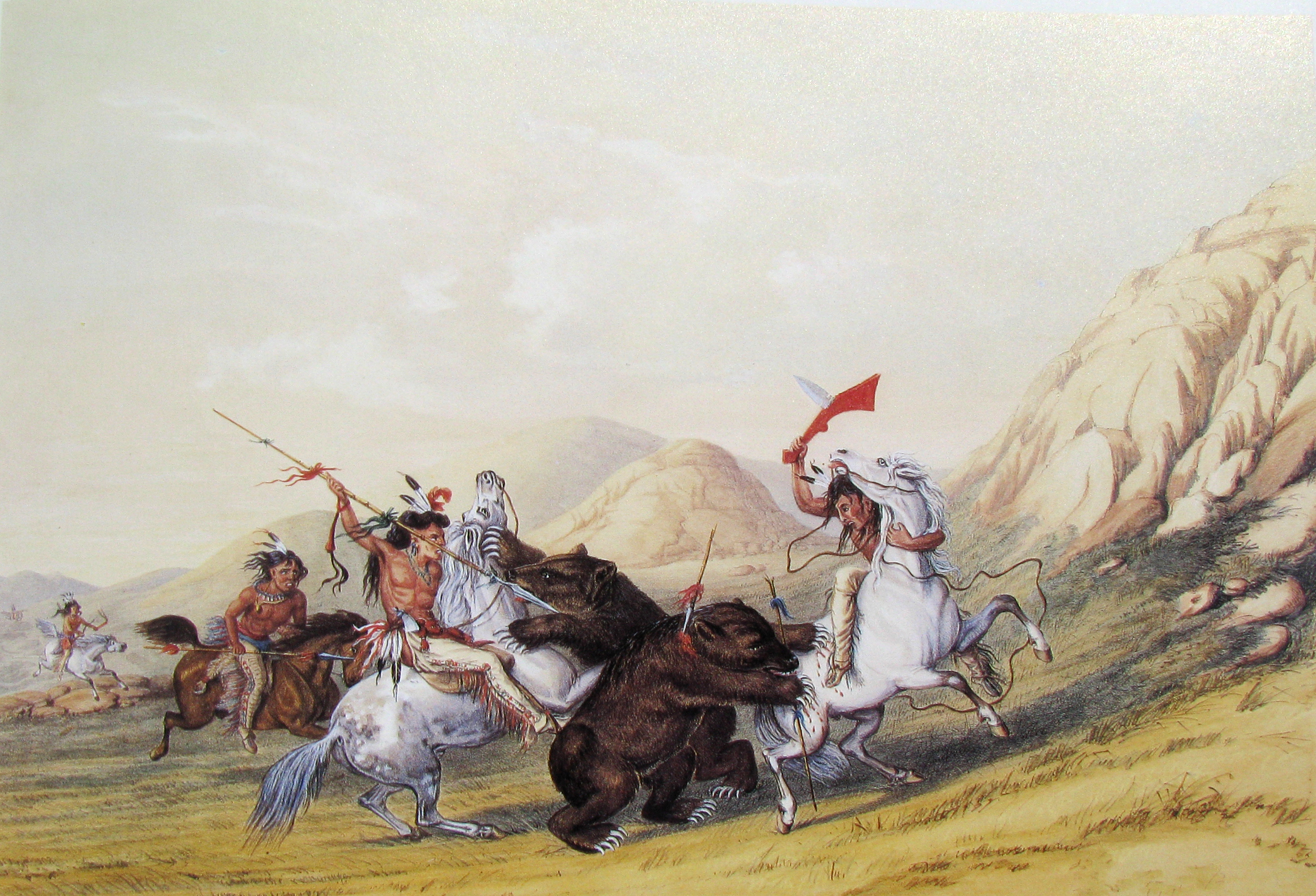
Atacando o urso pardo, no. 19, 1844
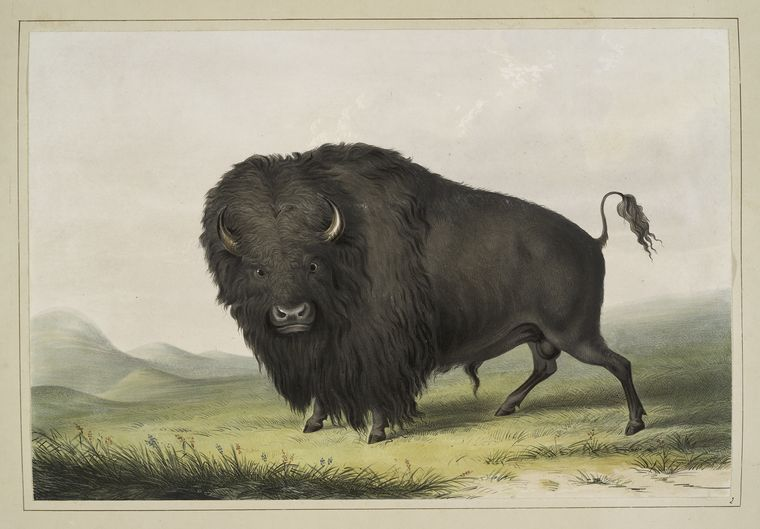
Buffalo Bull Grazing, litografia, 1845
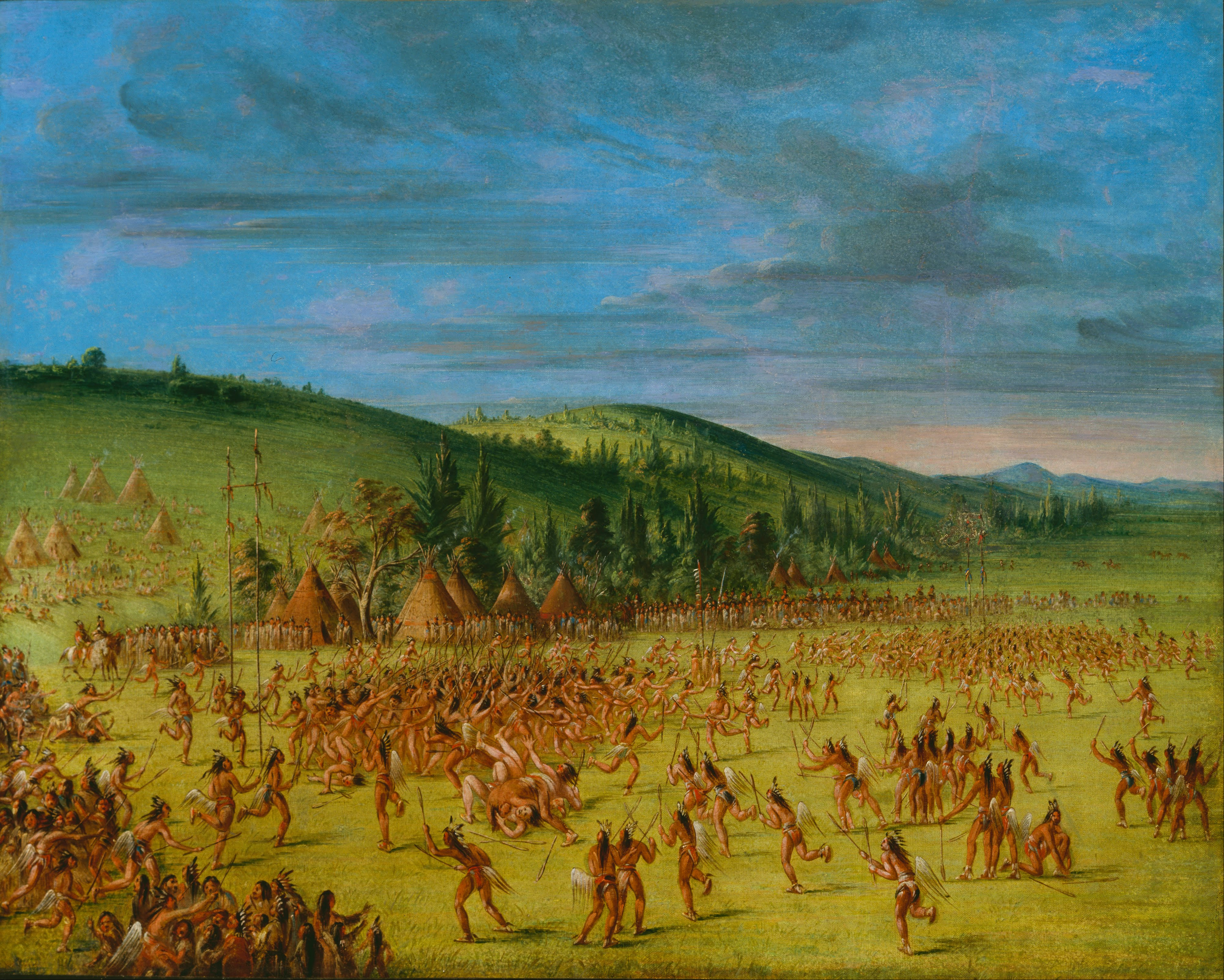
Ball-play of the Choctaw – Ball Up, 1846–1850 (Smithsonian American Art Museum)
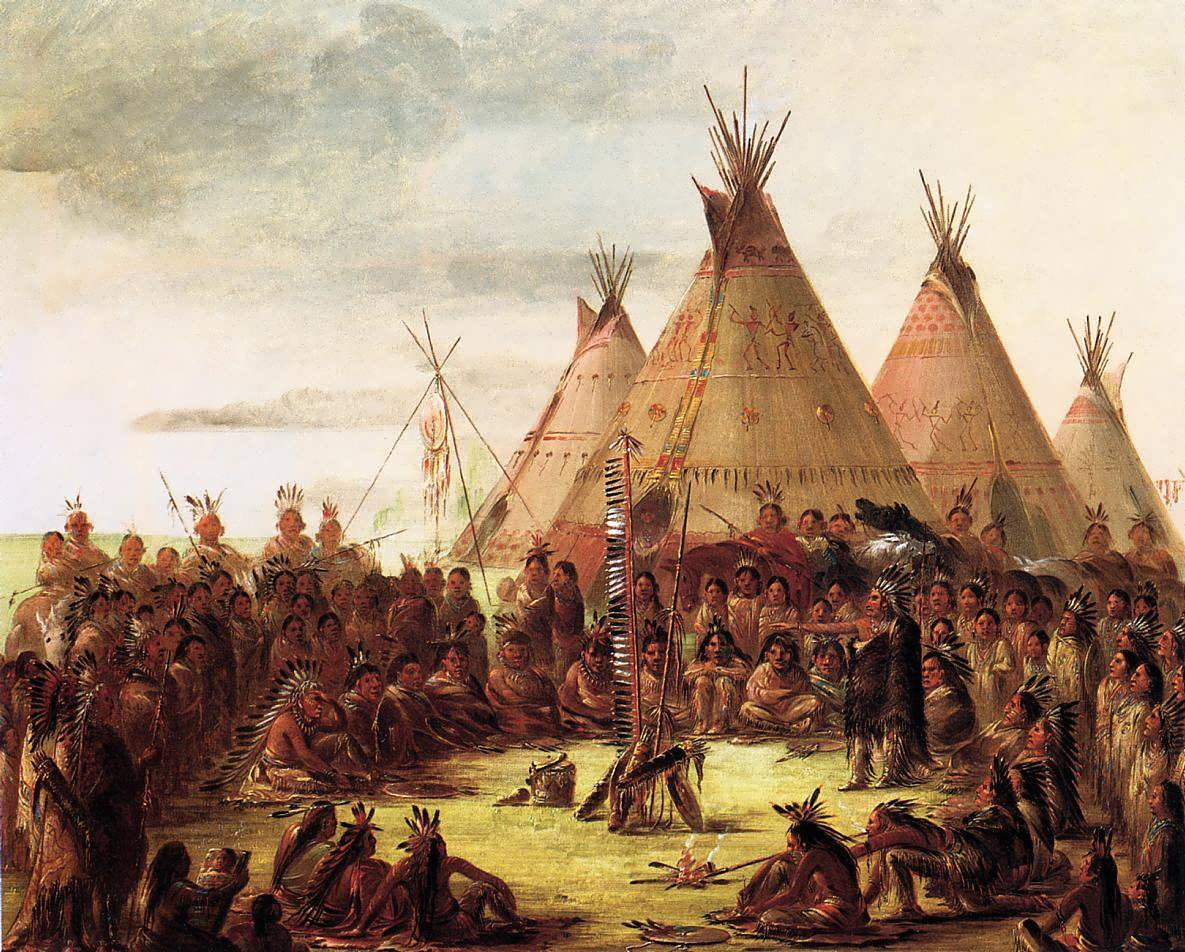
Tipis, c. 1850
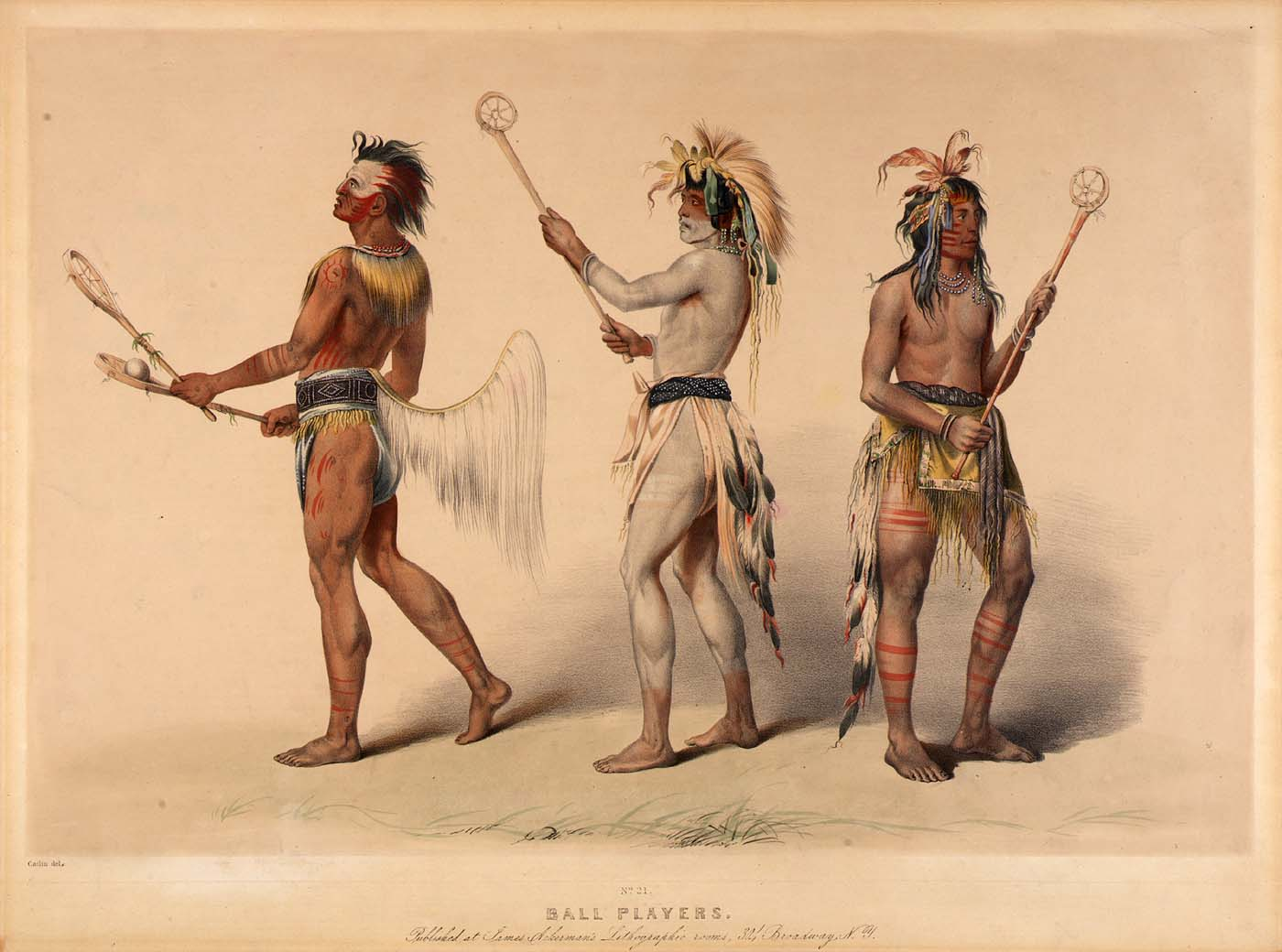
Jogadores de bola, litografia colorida à mão
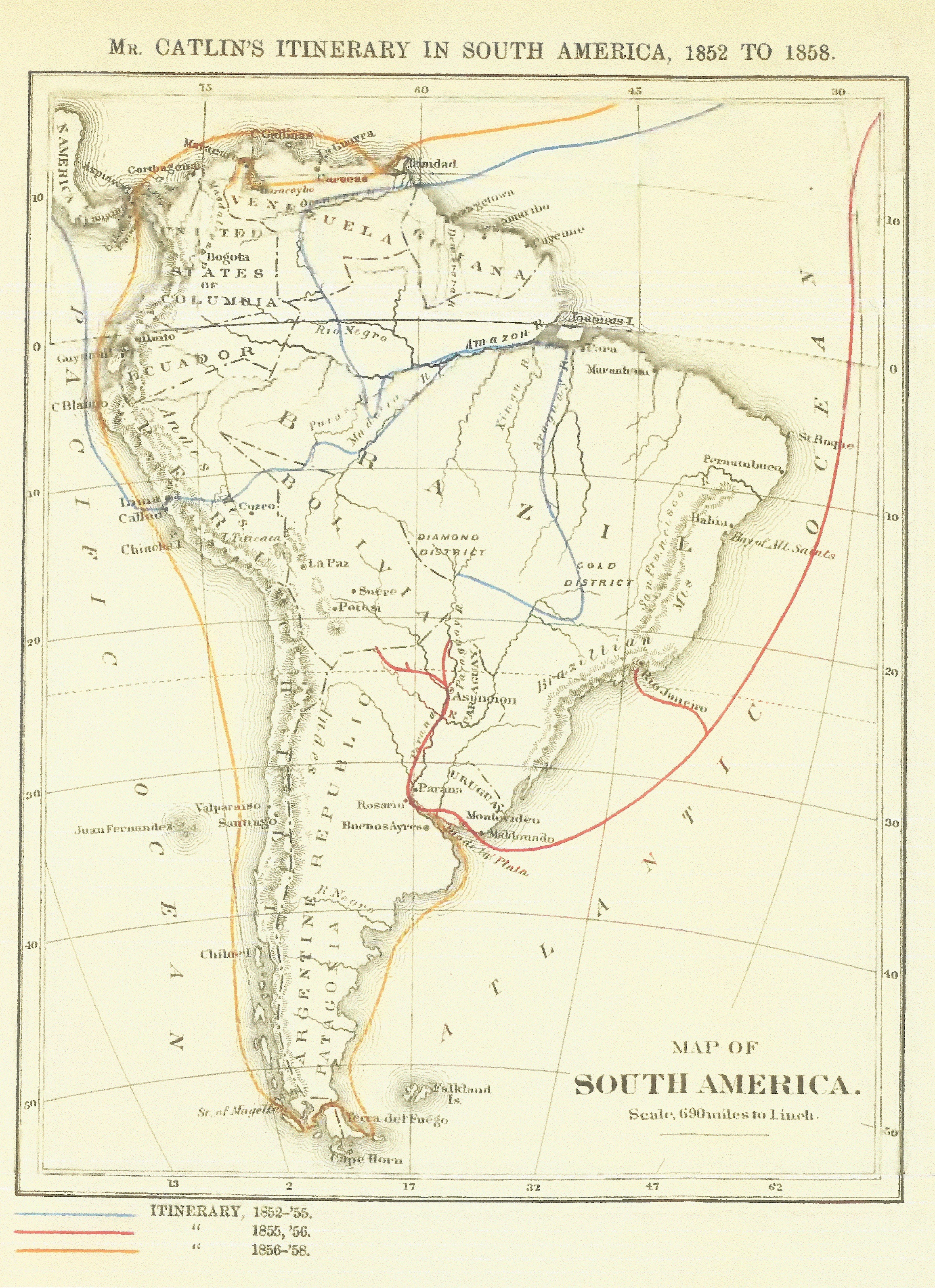
As rotas do pintor indiano George Catlin na América do Sul ao longo dos anos 1852–1858
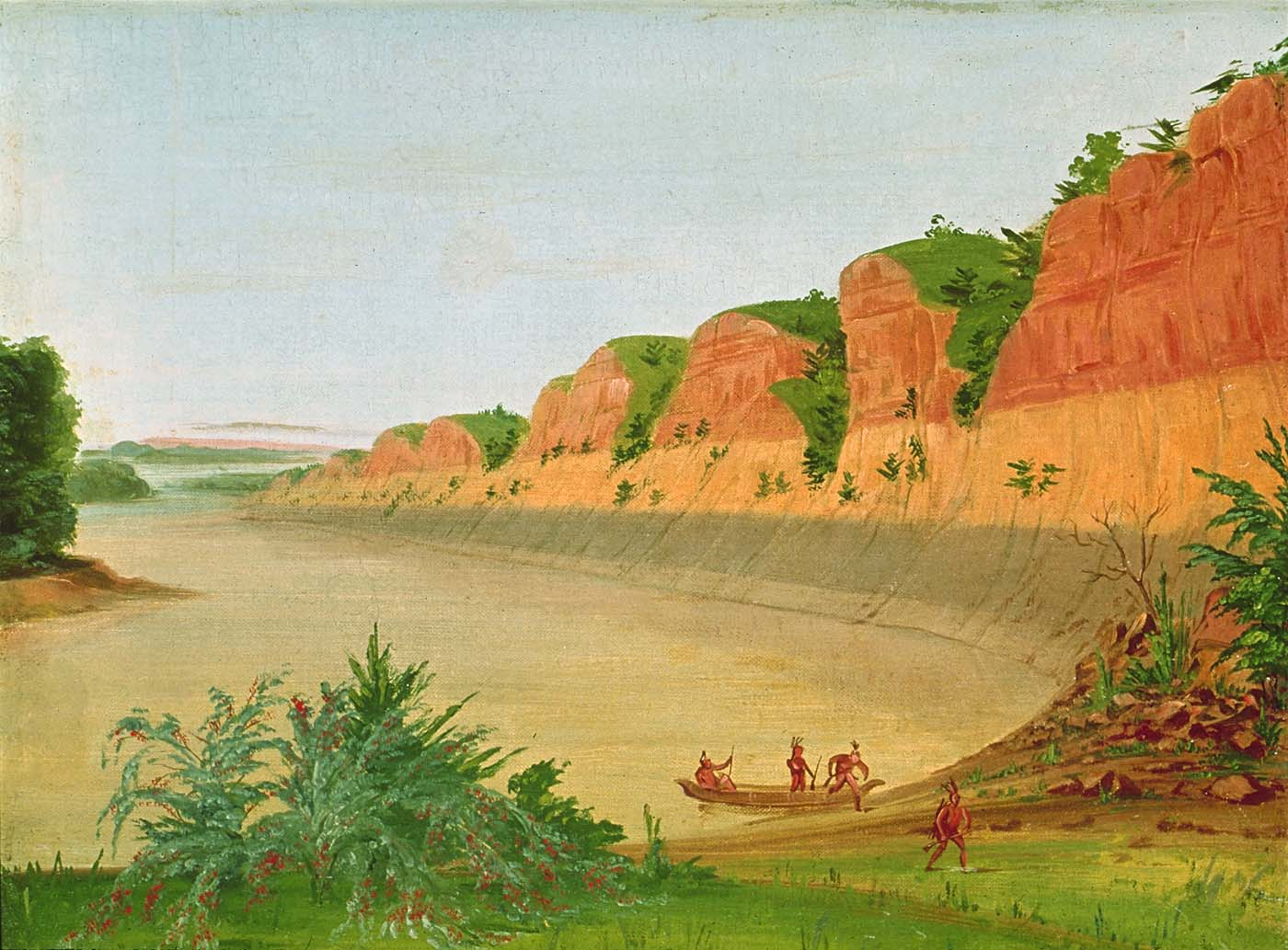
Lado sul da Ilha Buffalo, mostrando Buffalo Berries em primeiro plano
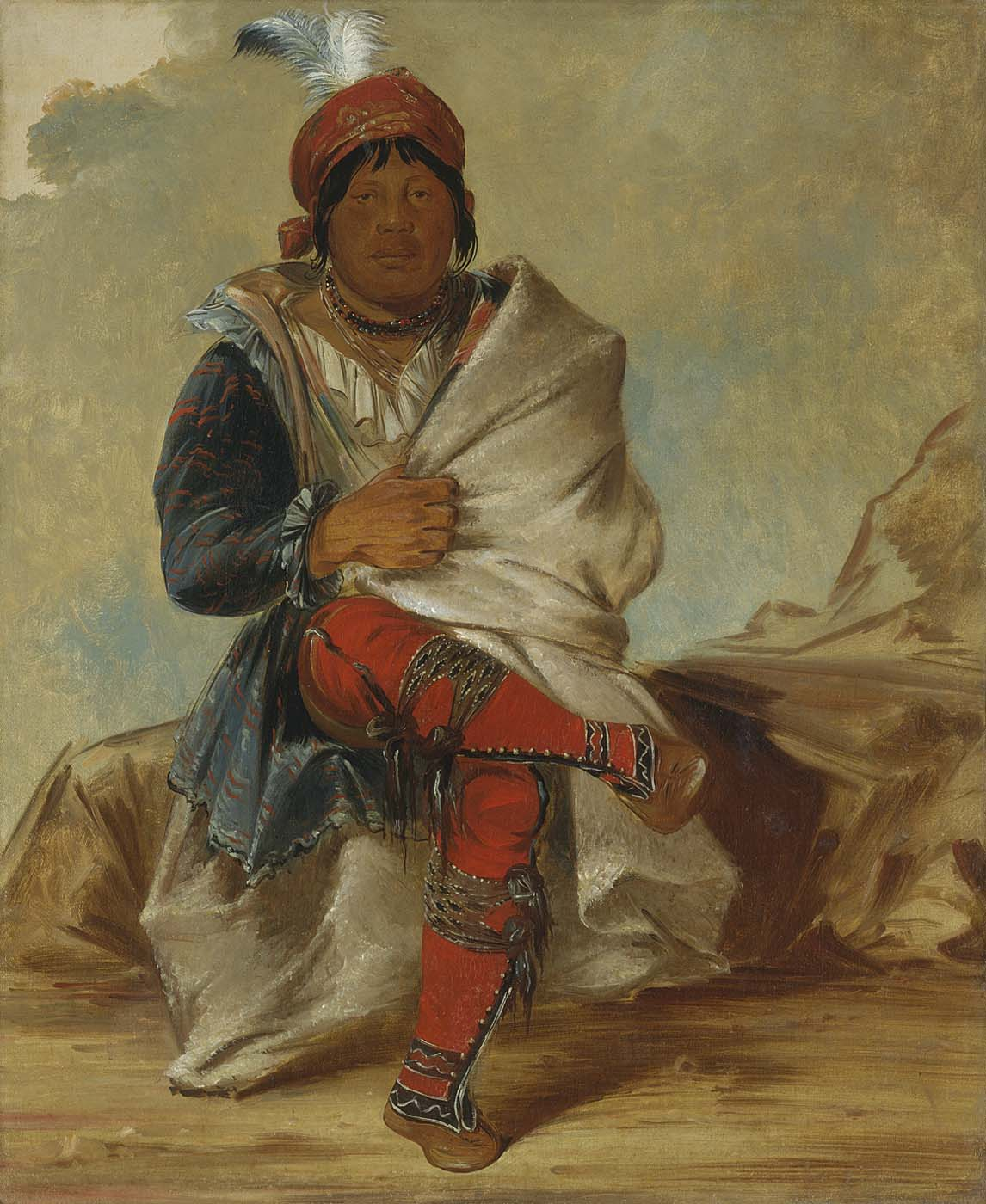
Mick-e-no-páh, Chefe da tribo